# Партия на ислямското възраждане (Таджикистан)
Таджикистанската ислямска партия на Възраждането (на таджикски: Ҳизби Наҳзати Исломии Тоҷикистон; на руски: Партия исламского возрождения Таджикистана), позната също като Ислямското Възраждане на Таджикистан, Ислямско пробуждане на Таджикистан, Ислямска партия за пробуда или Ислямска възродителна партия е ислямска партия в Таджикистан. Тя е единствената ислямска партия в Централна Азия.

## История
Организацията е създадена през 1990 година от Саид Абдула Нури, който е считан за един от най-влиятелните таджикистански политици и религиозни лидери. Саид Абдула Нури е активен поддръжник за създаването на ислямска държава в Таджикистан. Своите възгледи, той открито изразява по време на съветската епоха. Многократно е арестуван за незаконна пропаганда на исляма и по обвинения за разпространяване на наркотици. Начело на партията е неговият заместник Мухидин Кабири.
През 1992 година партията организирва конференция в Саратов, Русия, на която участват много ислямисти от предишни азиатски и съветски републики – Татарстан и Башкортостан. Когато Таджикистан извоюва независимостта си през 1993 година партията е забранена и се бори на страната на Обединената Таджикистанска Опозиция (ОТО) и Съюзите от региона Гарм против режима. През юни 1997 година Саид Абдула Нури и президентът на Таджикистан Емомали Рахмонов подписват „Общо споразумение за мир и национално съгласие в Таджикистан“. През 1998 година партията е отново легализирана, след като тя отговаря на редица миротворящи условия. През 1999 година тя е втората по влияние партия в Таджикистан.
Основател и ръководител на партията от 1993 до 2006 е Саид Абдула Нури, който е считан за един от най-влиятелните таджикски политици и религиозни лидери. Той оглавява партията до смъртта си през 2006, когато почива на 9 август умира от рак. Партията е ръководена от неговия заместник, Мухиддин Кабири.
Саид Абдула Нури е активен поддръжник на създаването на ислямска държава в Таджикистан. Своите възгледи, той открито изразява по време на съветската епоха. Той започна нелегалната си дейност през далечната 1973 г., когато създава младежката организация на ислямистите – „Нахзати исломи“, която съществува в Съветския Таджикистан незаконно. В лицето на жестокия атеистки радикализъм съветските власти създават организацията „С.А. Нури“, която има две основни цели: да популяризира идеите за чист ислям и да образова хората в религиозен аспект. Още през 1977 г. КГБ изпраща първото си официално уведомление до Централния комитет на Комунистическата партия на Таджикистан, съобщавайки за дейността на организираната религиозна група. "В него се казва, че има нова група, която пропагандира религиозните идеи на „Маарака“ – традиционни мероприятия на местните жители и дори си позволява да критикува правителството. В Централния комитет се отнасят достатъчно сериозно към документа и изпращат копия от него в централата на КГБ в Москва, а след това и в Централния Комитет в руската столица. "В средата на 1980-те, тайни и изолирани групировки се превръщат в обширна мрежа, която през 1984 г. дори започна да публикува подземен вестник „Истината на исляма“. В рамките на две години са публикувани 17 брошури „Истината на исляма“. През 22 юни 1986 в Душанбе и областн Вахшская долина се провежда мащабна операция на службите за сигурност, която води до ареста на 40 активисти на партията. На първия ден на операцията властите не са успели да арестуват на Саид Абдула Нури. По-късно той бил арестуван в Яван. Въпреки това по-късно Нури бива арестуван и в резултат на това на 14 август 1986 голяма тълпа от негови поддръжници се събира в Кургантюбе в негово име. Протестиращите влизат в сградата на Централния комитет, обсаждат офисите и се стигнало дотам, че правителството решава да се оттегли и да изложи Нури на показ пред протестиращите. Когато се убедили, че той е здрав и животът му не е в опасност, хората се завръщат по домовете си. След тези събития десетки привърженици на възраждането на исляма са биват хвърлени в затвора. Самият Нури бива обвинен по същия член от критиките на съветските власти и изпратен в затвора в продължение на година и половина. За това кратко време той бива преместен в 11 различни затвора – от Душанбе до Хабаровск. През март 1990 г., премахва шестия член от Конституцията на СССР, който ограничава образуването на политически организации в страната сам, пише Комунистическата партия. През същата година в Астрахан се състои конгрес на основателите на ПИВ на СССР. На този конгрес, двама представители от Таджикистан – Давлат Усмон и Саидиброхим Гадозода биват избрани за заместник-председатели на партията. През август 1990 г., на Висшия съвет на Таджикистан не позволява провеждане на първия конгрес на клон на партията на Таджикистан, но на 6 октомври на тази година в село Чортут Ленински района (сега Рудаки) се провежда съвет, а Висшия съвет забранява създаването на религиозни политически партии. В резултат на това следват масови срещи през есента на 1991 г., главните действащи лица на които са привържениците на ПИВ, партията получава разрешение за официални дейности. 26 октомври 1991 в двореца „Вахдат“ Душанбе с участието на 1000 души, на първия конгрес на партията, Мухаммадшариф Химматзода бива избран за председател. По време на гражданската война в Таджикистан 1992 – 1997, Партията на Ислямското Възраждане на Таджикистан е част от Обединеното таджикски опозиции, която се противопоставя на Народния фронт. През юни 1997 г., Саид Абдула Нури и таджикския президент Емомали Рахмон подписват „Общото споразумение за мир в Таджикистан“, слагат край на гражданската война, и до 2000 г., Саид Абдула Нури е начело на Комисията за национално помирение, създадена за изпълнението на споразумението.

## Дейност
През 2000 година „Партията на ислямското възраждане на Таджикистан“ обвинява правителството в нарушение на „Общото споразумение“, а през юни 2003 година застава против измененията в конституцията, която позволява на Емомали Рахмонов да се кандидатира за още един мандат. В резултат на това се изострят отношенията между опозицията и активистката партия на властите, които набират популярност и биват преследвани. През октомври 2003 година е арестуван и осъден на дълго лишаване от свобода заместникът на Саид Абдула Нури – Шамсудин Шамсудинов.

## Избори
- По време на изборите, които се състоят между 27 февруари и 15 март 2005 година, партията печели 8 %, което и осигурява 2 от 63 места в местния парламент.
- По време на изборите, проведени на 28 февруари 2010 година, партията също печели 8 %, което отново и осигурява 2 от 63 места в местния парламент.
- През 2006 година умира от рак дългогодишния лидер на партията, Саид Абдула Нури, след което организацията се опитва да бойкотира президентските избори.